# Hamburg-Hammerbrook
Hammerbrook ist ein Stadtteil im Bezirk Hamburg-Mitte der Freien und Hansestadt Hamburg. Die einstige Marschniederung wurde nach dem Hamburger Brand von 1842 als erstes Stadterweiterungsgebiet planmäßig erschlossen und wuchs bis zum Zweiten Weltkrieg zum dichtbesiedelten Arbeiterstadtteil heran. 1943 im Zuge der Luftangriffe auf Hamburg nahezu vollständig zerstört, wurde Hammerbrook nach dem Krieg zunächst als gewerbliche Reservefläche und Hafenerweiterungsgebiet freigehalten und erst ab den 1980er Jahren unter dem Namen City Süd zum Bürostandort ausgebaut. Seit einigen Jahren werden verstärkt wieder Wohnungen gebaut.

## Geografie
Hammerbrook wird nördlich begrenzt durch die Eisenbahntrasse nach Berlin und Lübeck und grenzt dort an St. Georg. Im Westen stößt Hammerbrook am Deichtorplatz an den Stadtteil Hamburg-Altstadt, im Südwesten und Süden markieren Oberhafenkanal und Bille die Grenze zur HafenCity bzw. Rothenburgsort. Im Nordosten verläuft am Mittelkanal die Grenze zu Borgfelde, am Grevenweg im Osten die Grenze zu Hamm.
Landschaftlich ist Hammerbrook ein Marschgebiet im Bereich der Billemündung in die Norderelbe, das ursprünglich als Weideland genutzt und noch bis ins 18. Jahrhundert wiederholt von Sturmfluten überschwemmt wurde. Ab den 1840er Jahren wurde es durch mehrere Kanäle entwässert, um mehrere Meter aufgehöht und anschließend dicht bebaut.

## Geschichte

Hammerbrook auf einer Karte von 1847

Grüner Deich 1880

St.-Annen-Kirche um 1900 (zerstört 1943)

Als „Hammer Brook“ wurde ursprünglich die gesamte Marschniederung vom Oberhafen bis nach Horn bezeichnet, die im Norden durch den Geesthang und im Süden durch die Bille begrenzt wurde. Der Name verweist auf die frühere Zugehörigkeit des Gebietes zum Dorf bzw. heutigen Stadtteil Hamm. Brook bezeichnet eine tief gelegene, feuchte und morastige Bruch- oder Marschlandschaft.
Hamburg erwarb dieses Gebiet 1383 von den Holsteiner Grafen; ab 1410 gehörte es zur Landherrenschaft Hamm und Horn, die von einem Hamburger Ratsherrn verwaltet wurde. Genutzt wurde das Gelände vorwiegend als Viehweide, die – um die ständigen Überschwemmungen zu verringern – nach und nach eingedeicht und mit Entwässerungsgräben (Wettern) durchzogen wurde. Das heutige Hochwasserbassin, das sich vom Anckelmannplatz bis zur Bille hinzieht, wurde im 17. Jahrhundert unter der Bezeichnung Retranchementgraben als Teil der Stadtbefestigung Hamburgs angelegt.
Die Besiedlung des Hammerbrooks begann – von Westen her vorrückend und zunächst entlang der Deiche (Stadtdeich, Grüner Deich, Bullerdeich, Hammer Deich) – gegen Ende des 17. Jahrhunderts. Planmäßig aufgesiedelt wurde der Brook jedoch erst nach dem Hamburger Brand 1842 durch die Anlage eines rasterförmigen Netzes von Kanälen und Straßen. Das Erschließungsprojekt wurde durch Senatssyndikus Wilhelm Amsinck und den englischen Ingenieur William Lindley vorangetrieben.
Bereits 1832 war der westliche (innere) Teil des Hammerbrooks bis zum Hochwasserbassin in die neu gebildete Vorstadt St. Georg einbezogen worden, der östliche (äußere) Teil kam zunächst zur Landherrenschaft der Geestlande und wurde 1871 auf die Vororte Borgfelde und Hamm aufgeteilt. Der Bau der Hamburg-Bergedorfer Eisenbahn (1842), der Hamburg-Lübecker Eisenbahn der LBE (1865) sowie der Hamburg-Altonaer Verbindungsbahn mit dem Bahnhof Berliner Tor (1906) sowie die Abschaffung der Torsperre (1860) beförderten eine dichte Besiedlung. 1867 lebten 10.000 Einwohner auf dem Hammerbrook, 1910 waren es bereits über 60.000. Der Bevölkerungszuwachs war insbesondere auf die Umsiedlung aus den ehemaligen Gängevierteln im Gebiet des heutigen Kontorhausviertels sowie aus dem 1888 eingerichteten Freihafen (Speicherstadt) zurückzuführen, da der Hammerbrook durch seine Hafennähe eine zum Arbeitsplatz günstige Unterbringung gewährleistete.

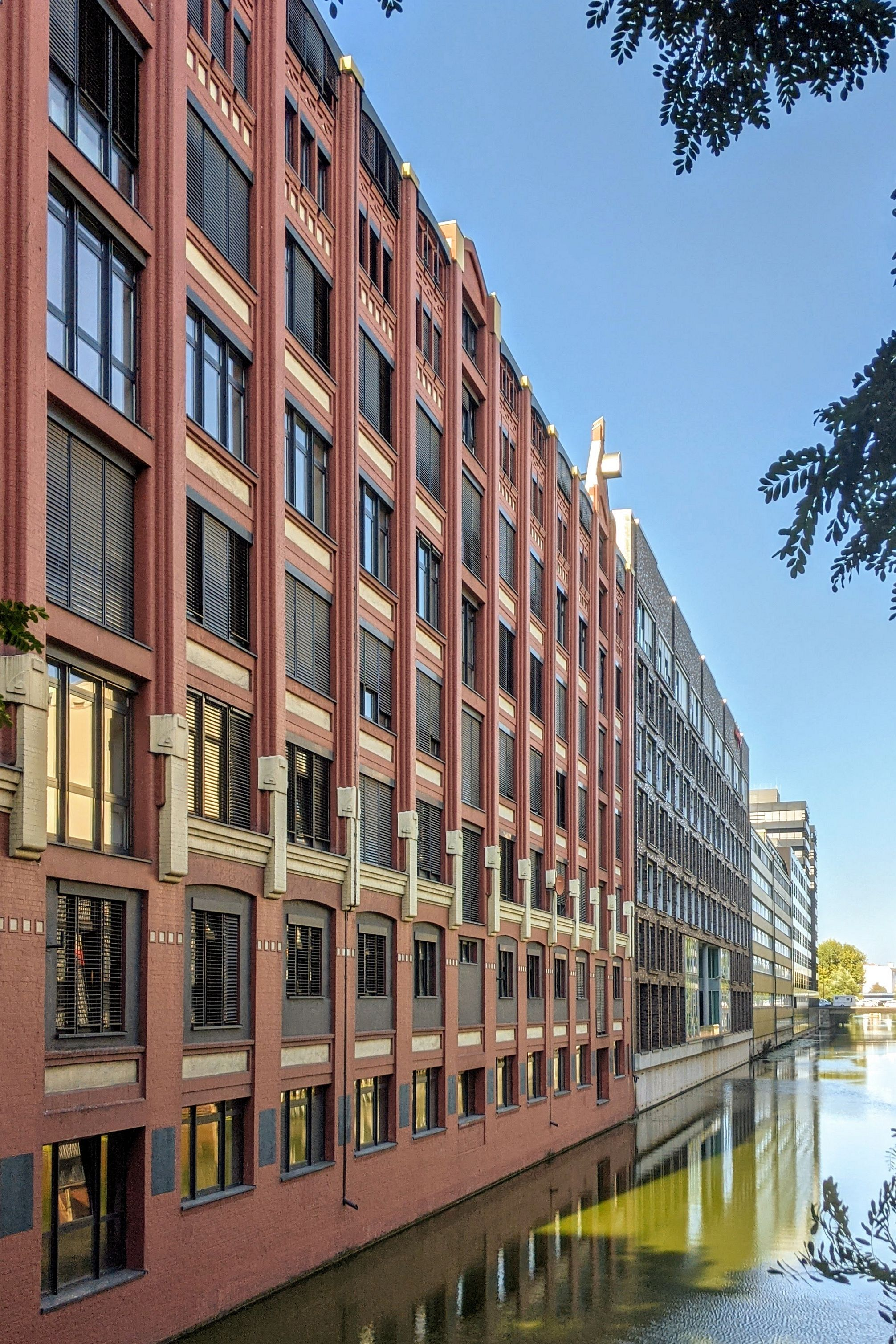
Eines der wenigen Gebäude, die den Zweiten Weltkrieg überstanden (Mietfabrik am Südkanal)

Bei den Bürgerschaftswahlen 1901 gewann Otto Stolten den Wahlkreis Hammerbrook und zog so als erster Sozialdemokrat in die Hamburgische Bürgerschaft ein. 1919 wurde er Zweiter Bürgermeister Hamburgs.
Nach dem Abschluss der Entwässerungsmaßnahmen 1909, in deren Verlauf das Gelände mit Sand aus den Boberger Dünen um teilweise mehr als fünf Meter aufgehöht wurde, begann die intensive Bebauung mit großen Häuserblocks, davon viele Schlitzbauten. Die zahlreichen Kanäle dienten nun zum einen der Entwässerung und zum anderen als preisgünstige Verkehrswege für die sich ansiedelnden Betriebe. Im Zuge der Neugliederung des Stadtgebiets nach dem Groß-Hamburg-Gesetz wurde 1938 der heutige Stadtteil Hammerbrook gebildet; lediglich der östlichste Teil des Brooks (Osterbrook) verblieb bei Hamm-Süd.
Im Zweiten Weltkrieg wurde Hammerbrook in der Nacht vom 27. auf den 28. Juli 1943 von britischen und US-amerikanischen Bombern nahezu vollständig zerstört, die ausgelösten Flächenbrände erzeugten einen Feuersturm, in dem etwa 12.000 Einwohner starben. Ab Mitte 1944 waren in einer Volksschule am Brackdamm etwa 35 KZ-Häftlinge untergebracht, deren Aufgabe es war, Bombenblindgänger zu suchen und zu entschärfen. Ab Oktober 1944 war im Hinterhaus eines Bürokomplexes in der Spaldingstraße 156/158 auf sieben Etagen das KZ-Außenlager Hammerbrook mit etwa 2000 Häftlingen unterschiedlicher Nationalitäten untergebracht.
Nach dem Krieg lebten nur noch einige hundert Menschen im Hammerbrook. Wegen der fehlenden Bevölkerung wurde die stark beschädigte Hochbahn-Strecke nach Rothenburgsort mit den Stationen Spaldingstraße und Süderstraße nicht wieder aufgebaut und zusammen mit den anderen Trümmern – darunter die der St.-Annen-Kirche – abgetragen. Mehrere Kanäle wurden mit Trümmerschutt aufgefüllt, darunter der Nordkanal, der heute als Nordkanalstraße die parallel verlaufende Spaldingstraße entlastet. Die von den Trümmern befreiten Flächen wurden lange Zeit als gewerbliche Reservefläche freigehalten und erst nach dem Bau der S-Bahn-Strecke nach Harburg wieder erschlossen.
2008 kamen im Zuge einer Gebietsreform Teile des aufgelösten Stadtteiles Klostertor zu Hammerbrook, darunter das Münzviertel und das Großmarkt-Gelände am Oberhafen.

## Statistik
(Quelle: )
- Anteil der unter 18-Jährigen: 14,2 % [Hamburger Durchschnitt: 16,8 % (2023)]
- Anteil der über 64-Jährigen: 3,4 % [Hamburger Durchschnitt: 17,8 % (2023)]
- Ausländeranteil: 43,7 % [Hamburger Durchschnitt: 20,7 % (2023)]
- Arbeitslosenquote: 11,3 % [Hamburger Durchschnitt: 6,2 % (2023)]

Das durchschnittliche Einkommen je Steuerpflichtigen beträgt in Hammerbrook 35.040 Euro jährlich (2020), der Hamburger Gesamtdurchschnitt liegt bei 48.035 Euro.

## Politik
Für die Wahl zur Bürgerschaft und der Bezirksversammlung gehört Hammerbrook zum Wahlkreis Hamburg-Mitte. Die Bürgerschaftswahlen 2025, 2020, 2015, 2011, 2008, 2004, 2001, 1997, 1993, 1991, 1987, 1986 und Dezember 1982, Juni 1982 und 1978 führten zu folgenden Ergebnissen (Ergebnisse vor 2008 gemeinsam mit Hamburg-Klostertor):
| Bürgerschaftswahl | Grüne1) | SPD    | Linke2) | CDU    | AfD    | FDP    | Übrige   |
| ----------------- | ------- | ------ | ------- | ------ | ------ | ------ | -------- |
| 2025              | 26,6 %  | 21,1 % | 20,2 %  | 11,6 % | 05,1 % | 04,6 % | 10,7 %3) |
| 2020              | 34,0 %  | 23,5 % | 16,1 %  | 06,9 % | 03,0 % | 05,2 % | 11,4 %   |
| 2015              | 22,2 %  | 26,3 % | 21,3 %  | 07,3 % | 04,2 % | 03,4 % | 15,3 %4) |
| 2011              | 22,5 %  | 35,4 % | 27,6 %  | 09,3 % | –      | 04,4 % | 15,4 %5) |
| 2008              | 21,1 %  | 36,3 % | 10,6 %  | 20,3 % | –      | 05,4 % | 05,7 %   |
| 2004              | 35,1 %  | 25,5 % | –       | 26,9 % | –      | 03,8 % | 08,7 %   |
| 2001              | 18,9 %  | 36,7 % | 02,5 %  | 15,3 % | –      | 03,1 % | 23,5 %6) |
| 1997              | 26,3 %  | 36,5 % | 02,2 %  | 15,4 % | –      | 03,5 % | 16,1 %7) |
| 1993              | 23,5 %  | 40,0 % | –       | 15,9 % | –      | 01,3 % | 19,3 %8) |
| 1991              | 19,4 %  | 44,5 % | –       | 24,9 % | –      | 02,6 % | 08,7 %   |
| 1987              | 17,6 %  | 48,0 % | –       | 31,6 % | –      | 02,3 % | 00,5 %   |
| 1986              | 18,l %  | 45,0 % | –       | 34,8 % | –      | 01,7 % | 00,2 %   |
| Dez. 1982         | 14,7 %  | 52,5 % | –       | 30,1 % | –      | 02,1 % | 00,6 %   |
| Jun. 1982         | 15,1 %  | 43,2 % | –       | 37,4 % | –      | 03,0 % | 01,3 %   |
| 1978              | 07,7 %  | 54,8 % | –       | 29,6 % | –      | 03,8 % | 04,2 %   |

1) 1978 als Bunte Liste – Wehrt Euch, 1982 bis 2011 als Grüne/GAL.

2) 1997 und 2001 als PDS.

3) Darunter 6,1 % für Volt.

4) Darunter 6,7 % für die Piraten und 6,0 % für die PARTEI.

5) Darunter 9,4 % für die Piraten.

6) Darunter 15,5 % für die Schill-Partei und 6,5 % für den Regenbogen.

7) Darunter 5,4 % für die DVU.

8) Darunter 7,6 % für Die Republikaner.

Bei den Wahlen zur Bezirksversammlung gehört der Stadtteil zum Wahlkreis St. Georg, Hammerbrook, Borgfelde, Rothenburgsort. Bei Bundestagswahlen zählt Hammerbrook zum Bundestagswahlkreis Hamburg-Mitte.

## Kultur und Sehenswürdigkeiten

### Bauwerke
Bedingt durch die großflächigen Zerstörungen im Zweiten Weltkrieg sind nur wenige bedeutende Bauten aus der Vorkriegszeit erhalten. Hierzu zählt beispielsweise das Kontorhaus Leder-Schüler.
Heute herrschen im Stadtteil moderne Bürobauten vor. Erwähnenswert ist u. a. der Berliner Bogen, der mit 14.000 Quadratmetern Glasfläche als das größte Glasgebäude auf dem europäischen Kontinent gilt. Architektonisch bedeutsam ist auch der S-Bahnhof Hammerbrook (Eröffnung 1983/84), dessen „futuristisches“ Aussehen zur Entstehungszeit für Aufsehen sorgte.

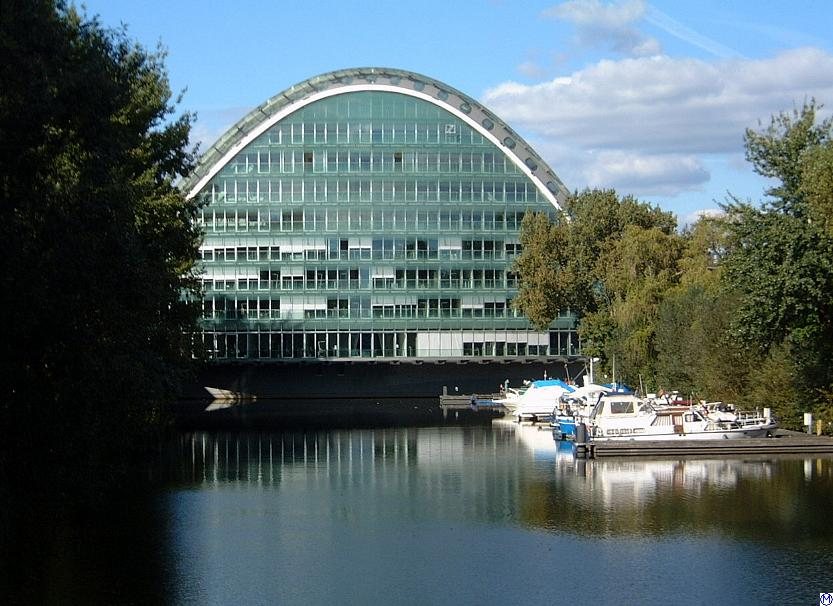
Berliner Bogen
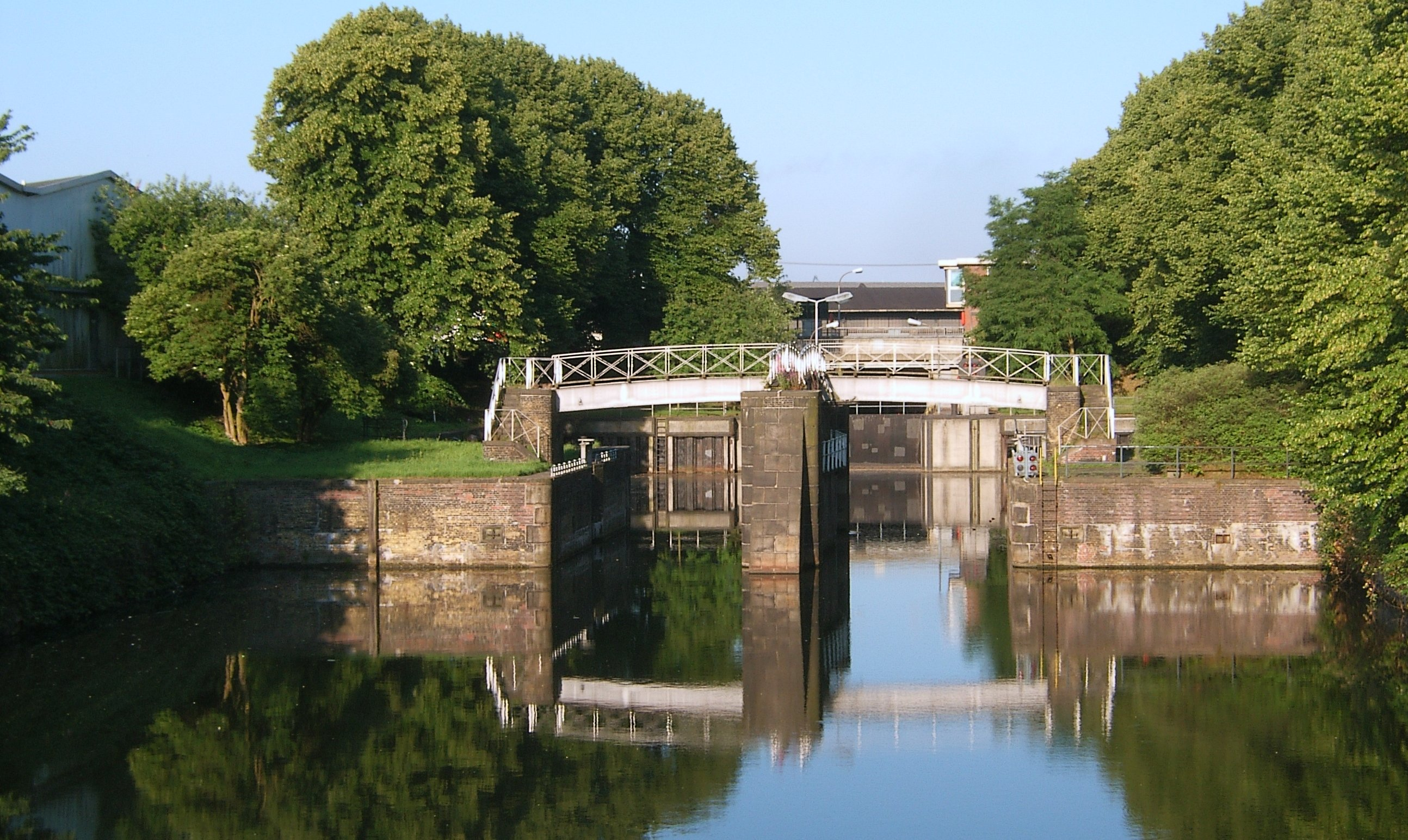
Die Kanäle des Hammerbrook sind mit einer Schleuse mit dem Oberhafen verbunden
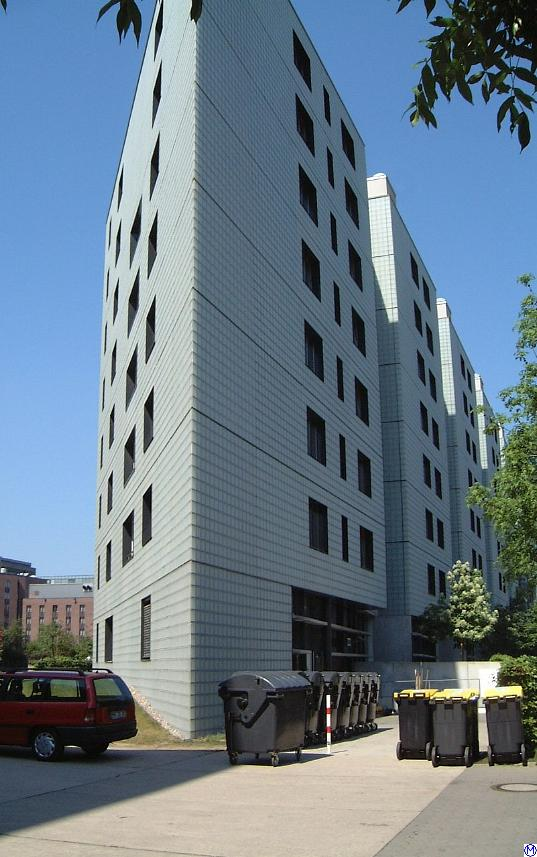
Wohnhaus am Nagelsweg
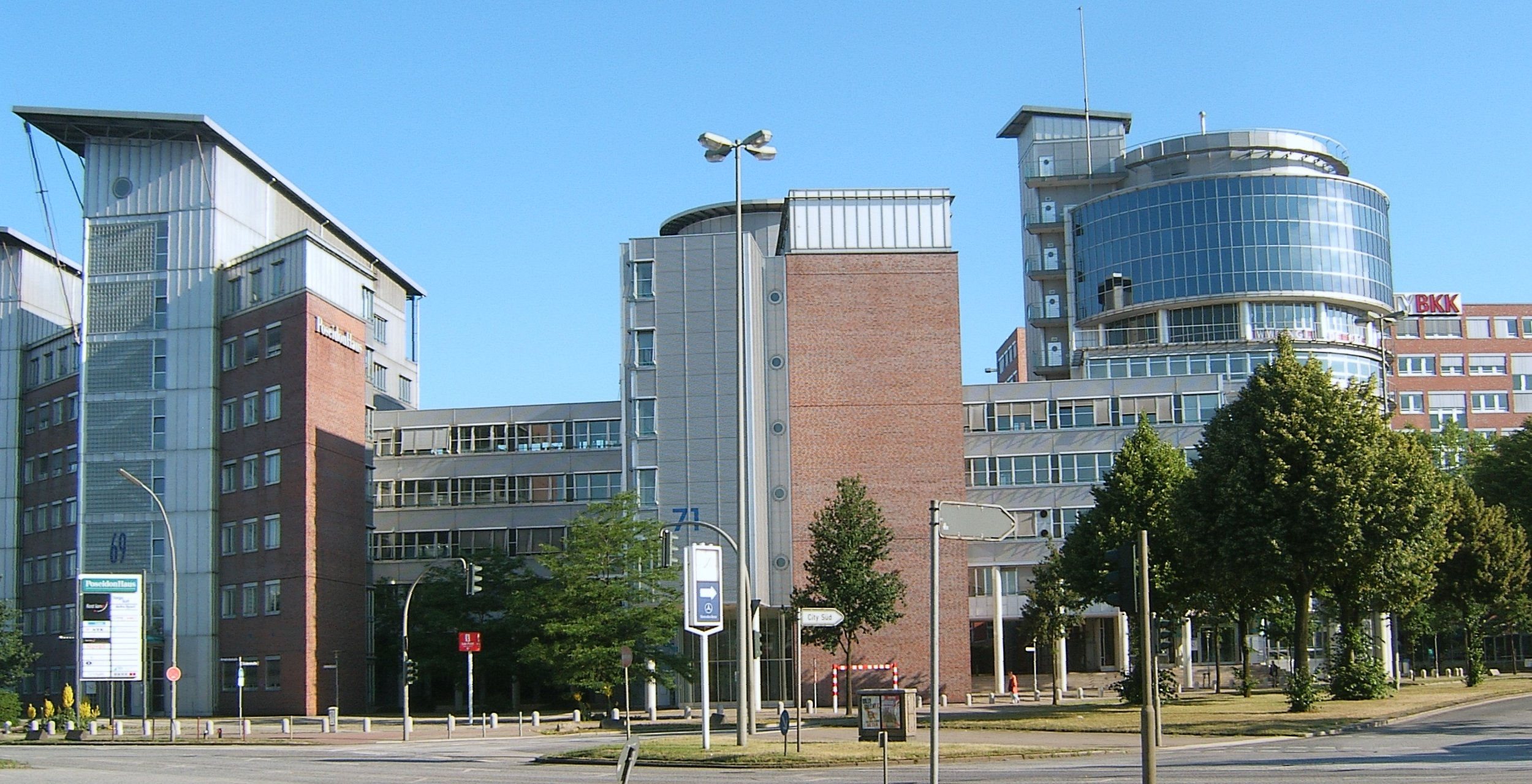
Gebäudeensemble Poseidonhof
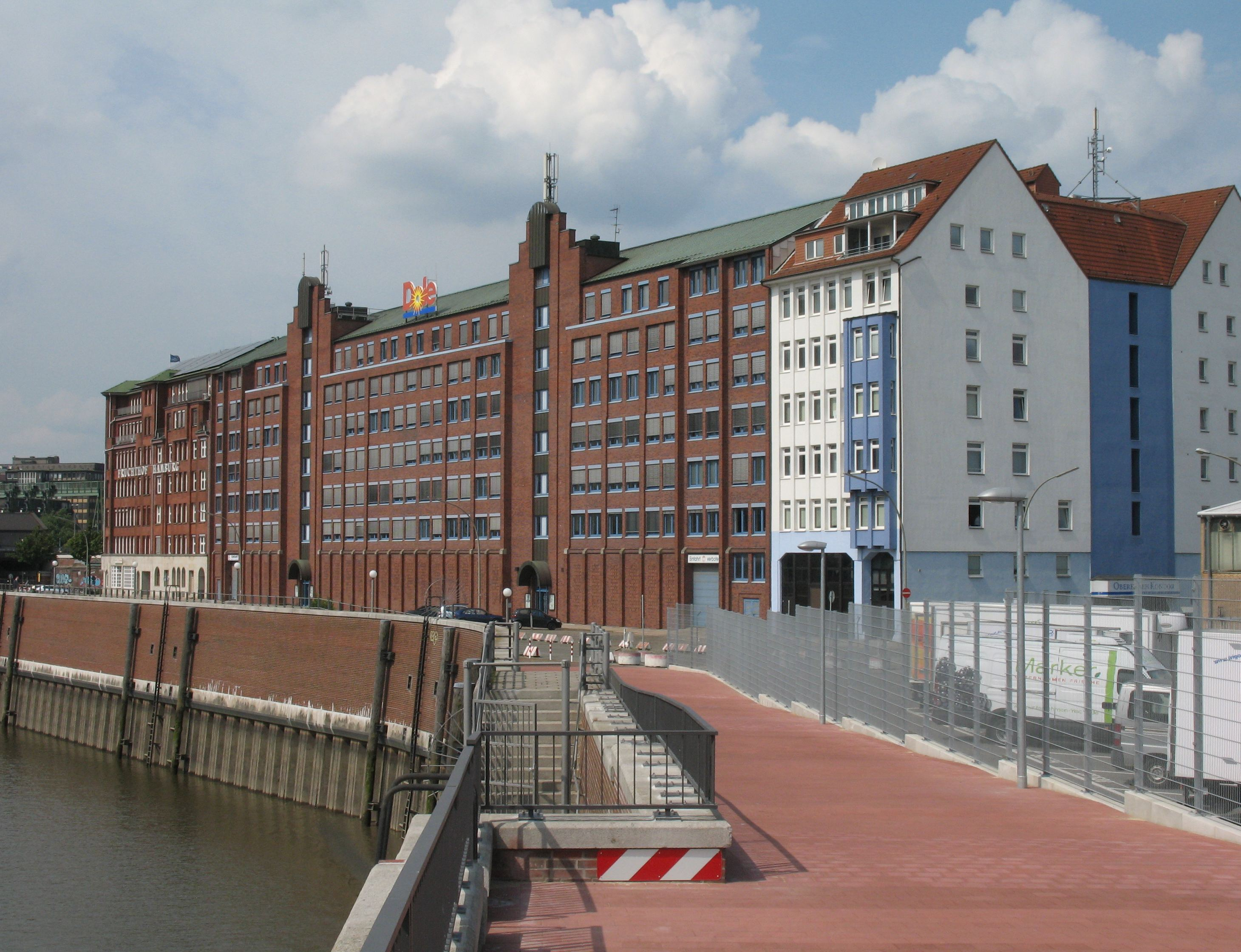
Fruchthof am Oberhafen
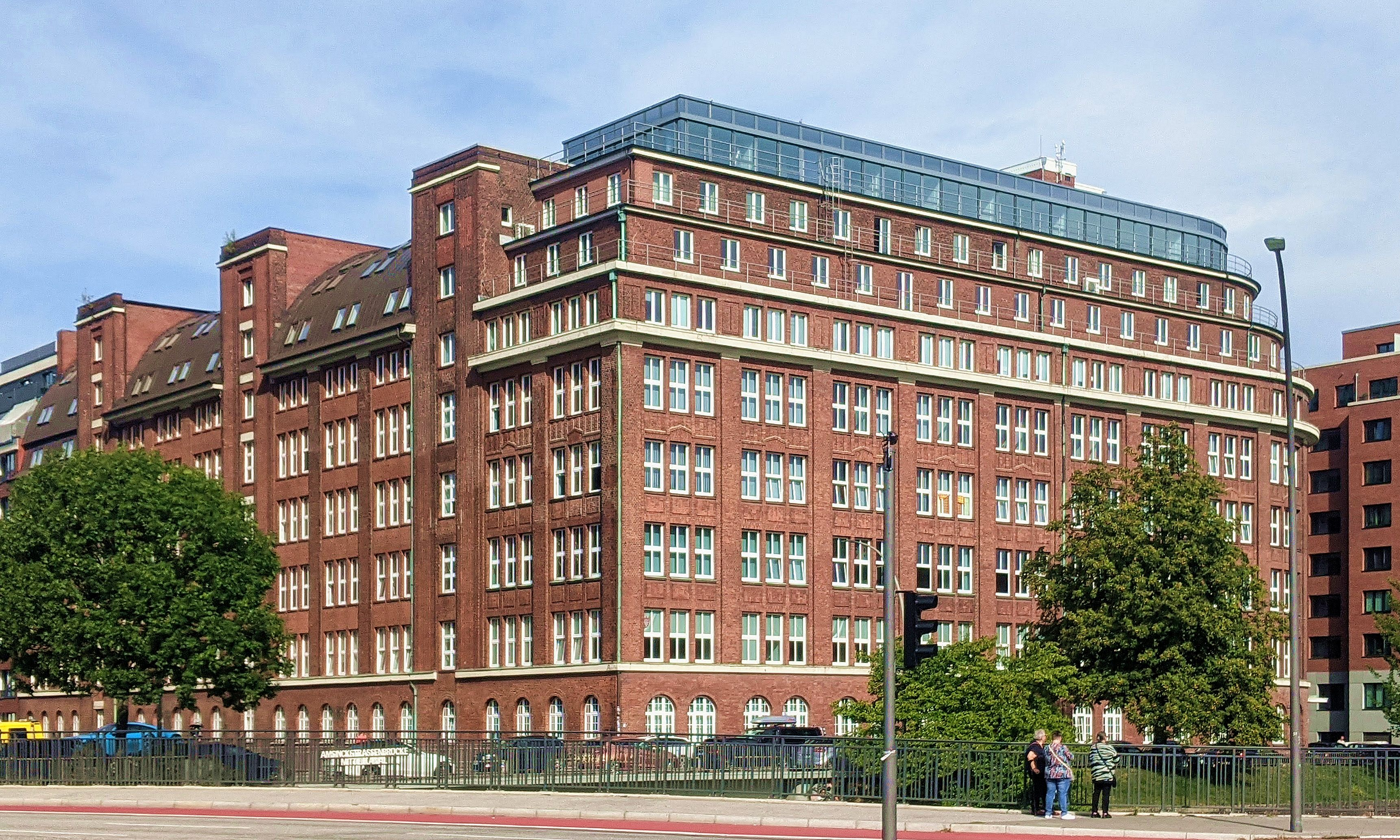
Kontorhaus „Sonninhof“, ehemals Zentrallager und Süßwarenfabrik der GEG

## Wirtschaft und Infrastruktur

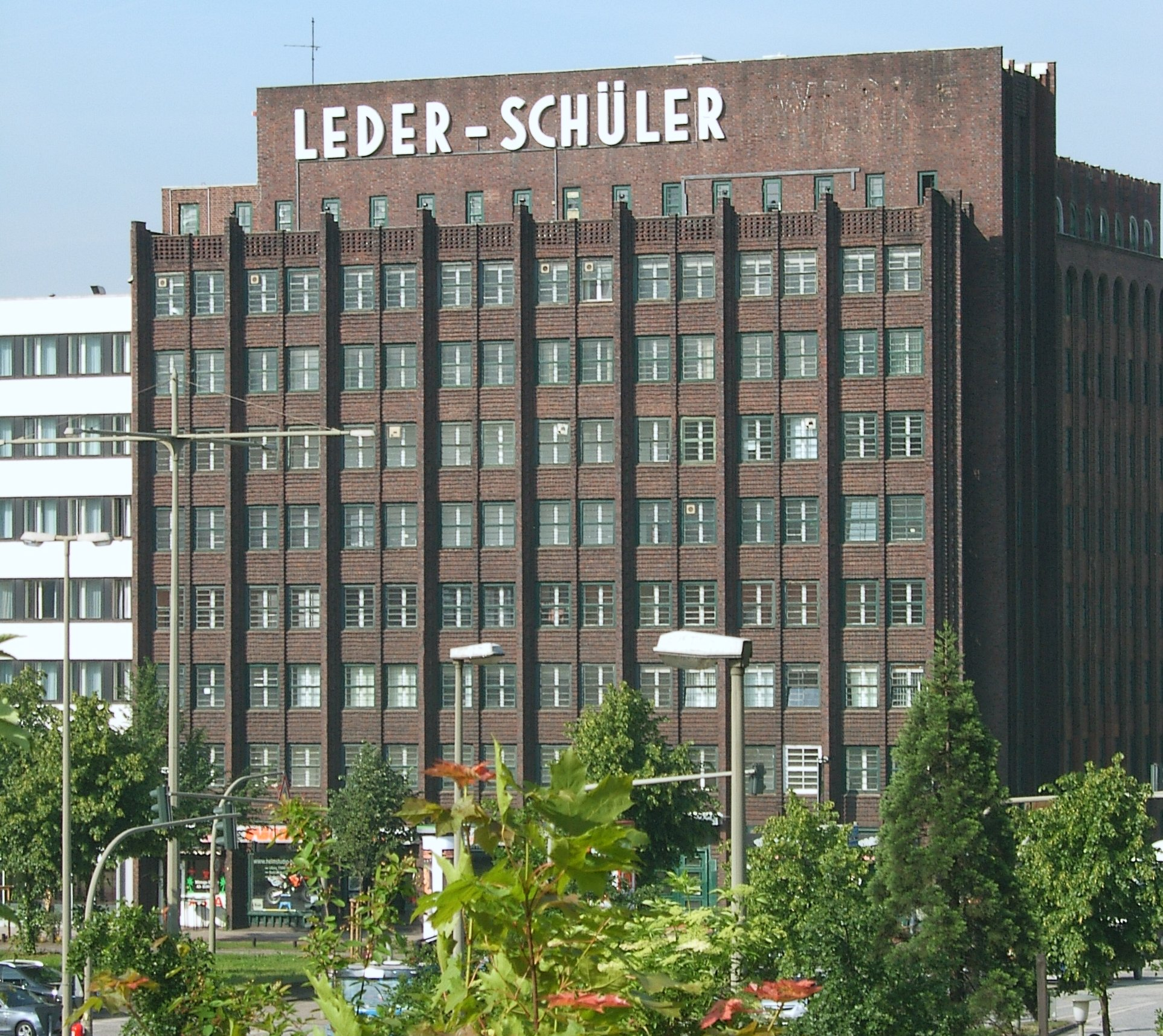
Das denkmalgeschützte Kontorhaus Leder-Schüler

Nach der fast vollständigen Zerstörung im Zweiten Weltkrieg hielt man die Fläche des Stadtteils im Bebauungsplan für die Industrieansiedlung frei. Wegen der guten Verkehrsinfrastruktur (Kanäle, Bahnanschlussgleise und der Nähe der Elbbrücken mit ihrem Autobahnanschluss) erhoffte man sich eine starke Nachfrage, die jedoch ausblieb.
Der Bebauungsplan konnte jedoch nicht verhindern, dass im Laufe mehrerer Jahrzehnte eine Reihe von Verwaltungsbauten entstand. Ab dem Ende der 1980er Jahre warb man mit Erfolg unter dem Titel City Süd um die Ansiedlung weiterer Verwaltungen. Durch seine zentrale Lage gerät Hammerbrook in letzter Zeit jedoch zunehmend auch wieder in den Fokus für eine gemischte urbane Belebung mit einem höheren Anteil an Wohnungen.

### Verkehr
Drei verkehrsreiche Hauptstraßen führen durch das Viertel, zum einen die parallel verlaufende Spalding- und Nordkanalstraße (ehemals B 5) als Hauptverbindung nach Osten, ferner die Amsinckstraße (B 4) und der Heidenkampsweg (B 75) als Zubringer zu den Elbbrücken und zur Autobahn (A 1/A 255).
Die S-Bahn Hamburg hat hier auf der Harburger S-Bahn-Strecke den Bahnhof Hamburg-Hammerbrook (Linien S3 und S5). Das Bahnhofsgebäude, das einem schnell fahrenden Zug nachempfunden wurde, wurde 1978 bis 1983 nach Plänen der Architektengemeinschaft Schramm, Pempelfort, von Bassewitz und Hupertz errichtet. Außerdem liegt ein Teil des S-Bahnhofs Berliner Tor (Linie S2) auf dem Gebiet von Hammerbrook.

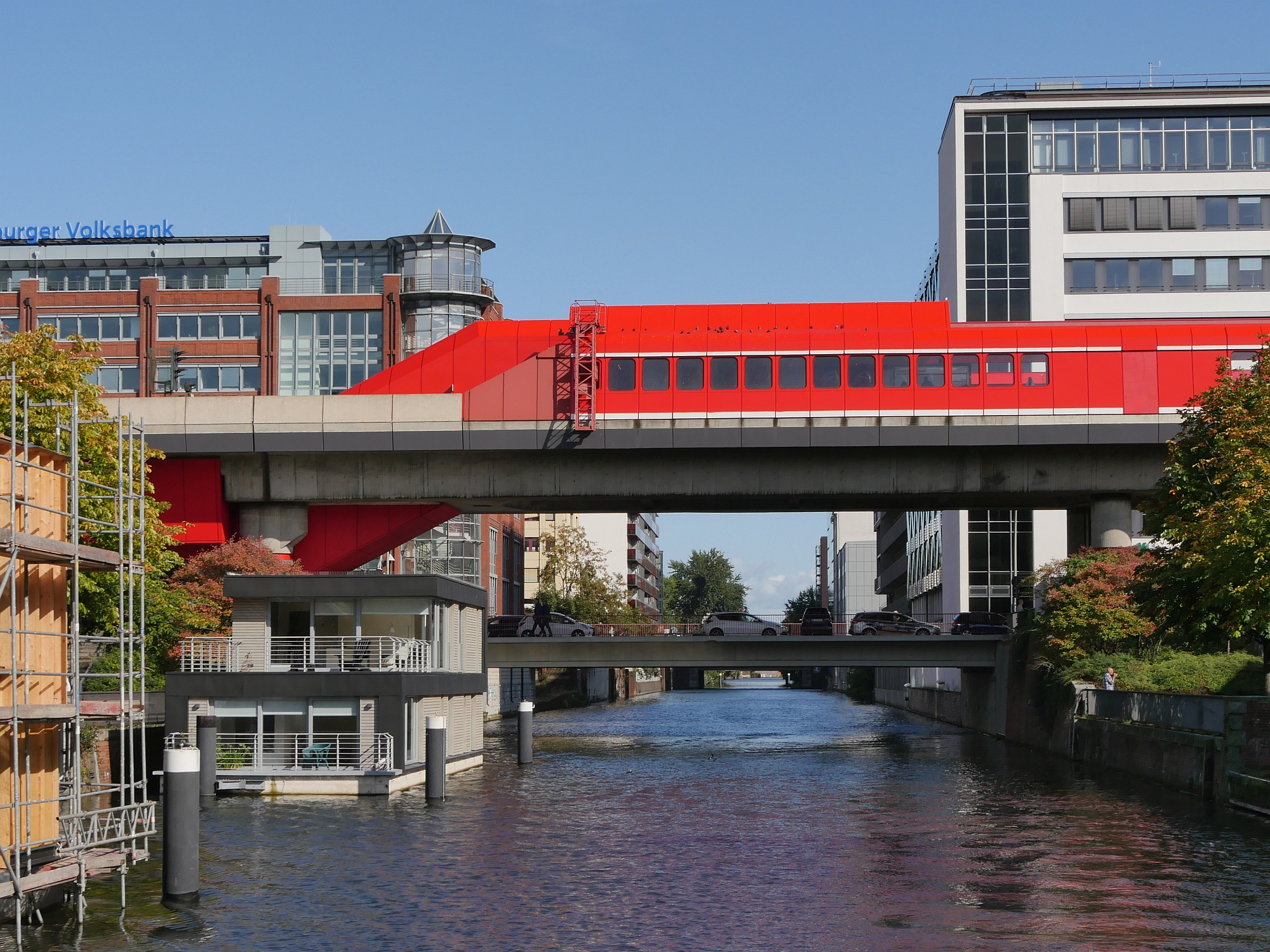
S-Bahn-Station Hammerbrook
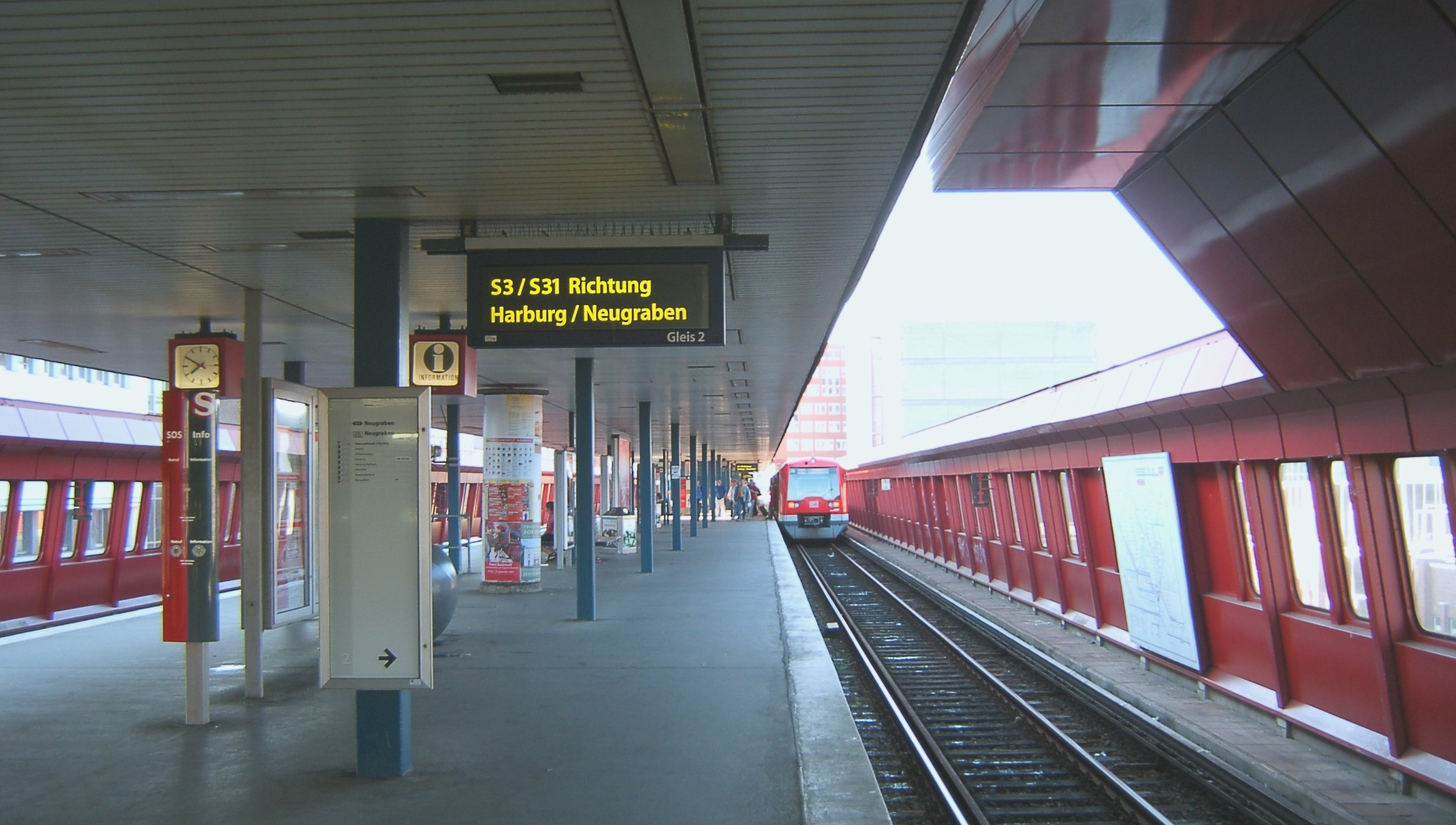
Bahnsteig
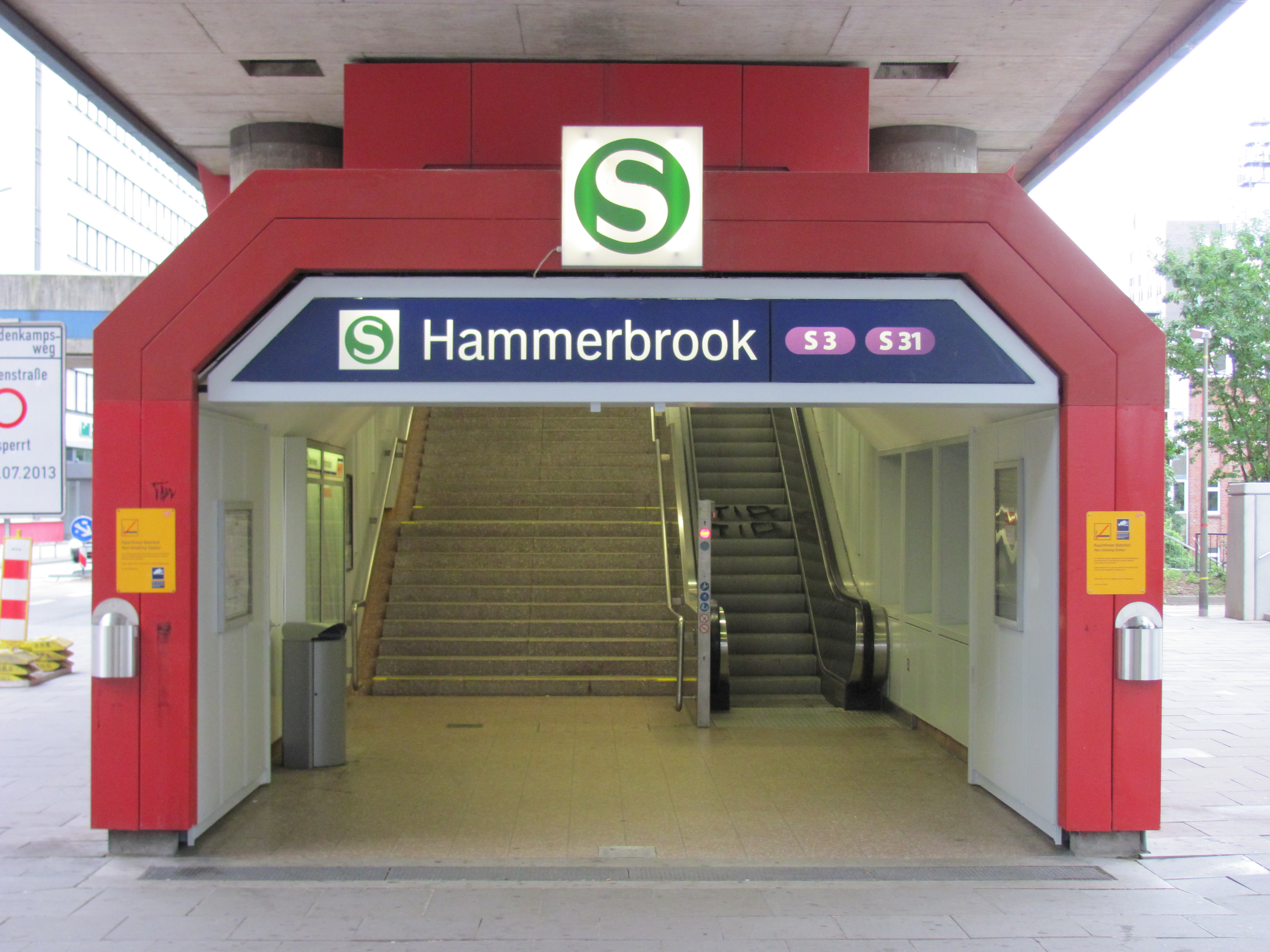
Eingang

### Ansässige Unternehmen
In Hammerbrook haben mehrere öffentliche Unternehmen und Behörden ihren Sitz, darunter der Landesbetrieb Straßen, Brücken und Gewässer (Sachsenfeld), der Landesbetrieb Verkehr (Ausschläger Weg), die Finanzämter Hamburg-Ost, für Großunternehmen und Oberalster, die S-Bahn Hamburg (Hammerbrookstraße) sowie die Stadtreinigung Hamburg (Bullerdeich).
Mit Ingredion (ehemals Maizena) ist einer der führenden Hersteller von Industrie- und Lebensmittelstärke im Süden Hammerbrooks ansässig. Die DAK-Gesundheit hat ihre Zentrale in Hammerbrook. Die Firma Star Finanz GmbH ist ebenfalls hier angesiedelt.
Die Plattenfirma Mental Madness Records, mit dort produzierenden Musikern wie Brooklyn Bounce oder Special D., hat ihren Sitz am Brackdamm.

### Bildung
Der private Bildungsträger Stiftung Grone-Schule hat seine Zentrale und einen Großteil seiner Schulungsräume am Mittelkanal im Heinrich-Grone-Stieg und in der Gotenstraße.
Die Staatliche Handelsschule mit Wirtschaftsgymnasium sitzt in der Wendenstraße. Die staatliche Fernuniversität in Hagen unterhält ihr Regionalzentrum Hamburg in der Amsinckstraße. Außerdem hat die Euro Akademie Hamburg (bis 2014: Hamburger Fremdsprachen- und Wirtschaftsschule) in Hammerbrook ihren Sitz.